# Parrocchia di Saint David (Saint Vincent e Grenadine)
La parrocchia di Saint David  (in lingua inglese Saint David Parish) è una delle sei parrocchie di Saint Vincent e Grenadine, è situata nella parte nord-occidentale dell'isola di Saint Vincent  con 6.700 abitanti (dato 2000).
La città principale è Chateaubelair